# Lijst van gemeenten van Baja California Sur
De Mexicaanse deelstaat Baja California Sur bestaat uit vijf gemeenten.
| INEGI | Gemeente  | Inwoners | Oppervlakte  | Hoofdplaats         | Inwoners |
| ----- | --------- | -------- | ------------ | ------------------- | -------- |
| 001   | Comondú   | 73.021   | 18.318,6 km² | Ciudad Constitución | 43.805   |
| 002   | Mulegé    | 64.022   | 32.009,9 km² | Santa Rosalía       | 22.473   |
| 003   | La Paz    | 292.241  | 15.413,7 km² | La Paz              | 250.141  |
| 008   | Los Cabos | 351.111  | 3.751,5 km²  | San José del Cabo   | 136.285  |
| 009   | Loreto    | 18.052   | 4.415,6 km²  | Loreto              | 16.311   |

| Detailkaart                               |
| ----------------------------------------- |
|                                           |
| Ligging Baja California Sur binnen Mexico |
|                                           |
| Gemeenten ingedeeld naar INEGI code       |

Comondú · La Paz · Loreto · Los Cabos · Mulegé